# 阿奇巴尔·雷奇
阿奇巴尔·凱爾·雷奇（英語：Archibald Keir Leitch，1865年4月27日—1939年4月25日）是一名蘇格蘭建筑师，以在英國各地設計足球運動場而聞名。

## 簡歷
阿奇巴尔·雷奇在蘇格蘭格拉斯哥出生，是一名鐵匠的兒子，早年就讀於「哈奇森文法學校」（Hutcheson's Grammar school），其後升讀「安德遜學院」（Anderson's College），畢業後受聘於「鄧肯·史超活建築公司」（Ducan Stewart and Company）擔任見習繪圖員。1887年雷奇登船出海擔任輪機工程師，曾遊歷印度、南非等地。兩年後返回老本行。1896年雷奇決定自行創業，成立「阿奇巴尔·雷奇工廠建築師和顧問工程師」（Archibald Leitch Factory Architect and Consulting Engineer），主要在家鄉設計工廠，現時唯一仍然留存的是在格拉斯哥市中心南面波曼迪（Polmadie）傑西街（Jessie Street）的一級歷史建築「哨兵工廠」（Sentinel Works）。
1899年他開始開展球場的設計工作，首項是負責他畢生擁護的格拉斯哥流浪新主場埃布羅克斯球場的建設工程，於翌年完工，容量稍低於8萬座。雷奇初期的作品為視為實用大於美觀，深受早年工業建築的設計影響。其典型設計包括雙層看台、上層看台前方具有縱橫交錯的鋼構欄杆及一系列用瀝青覆蓋的屋顶，頂蓋面向球場草坪的中央建有三角楣饰。而他為布拉莫巷体育场興建「約翰街看台」（John Street Stand）是南下英格蘭初試牛刀，看台設有3,000個座位及可容6,000名觀眾的階梯立席，設於其中大型都鐸式建築風格（Mock Tudor）的記者席最為顯眼。
就算埃布羅克斯球場在1902年發生階梯看台部分倒塌導致26人死亡後，雷奇的球場設計仍然有龐大的需求。在接下來的40年，雷奇成為英國的首席球場建築師。

## 主要作品

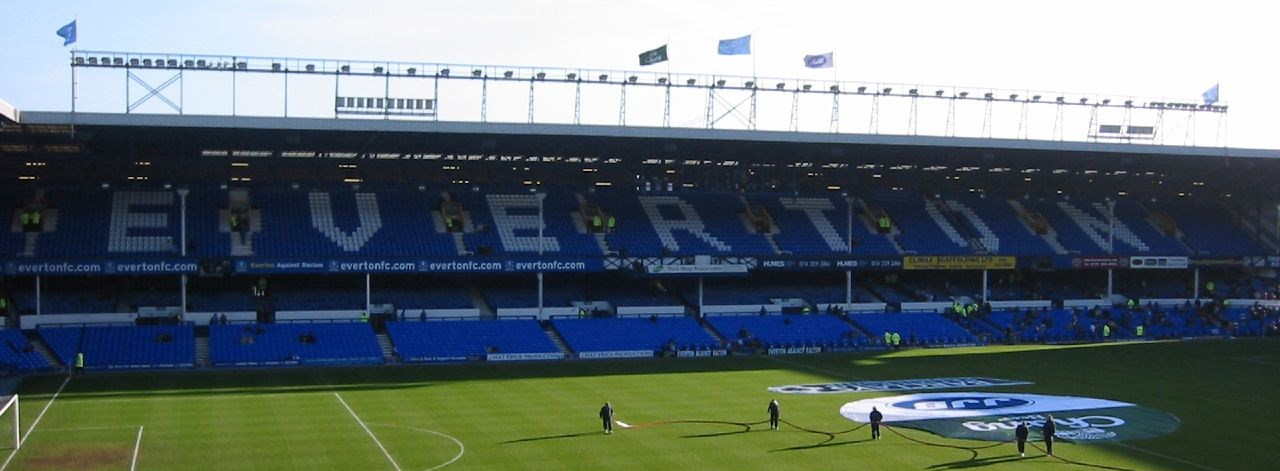
葛迪遜公園球場的雙層看台

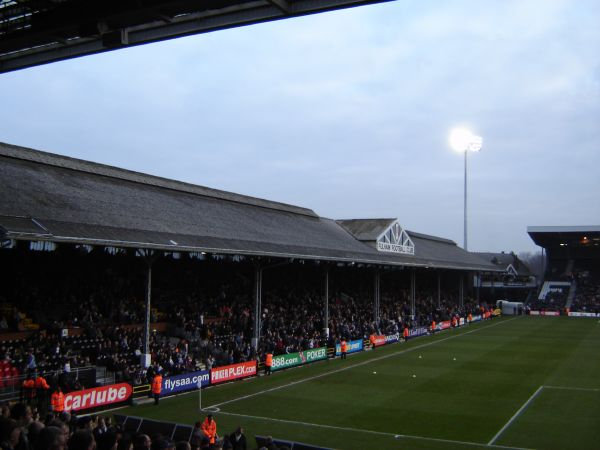
卡雲農舍球場的主看台

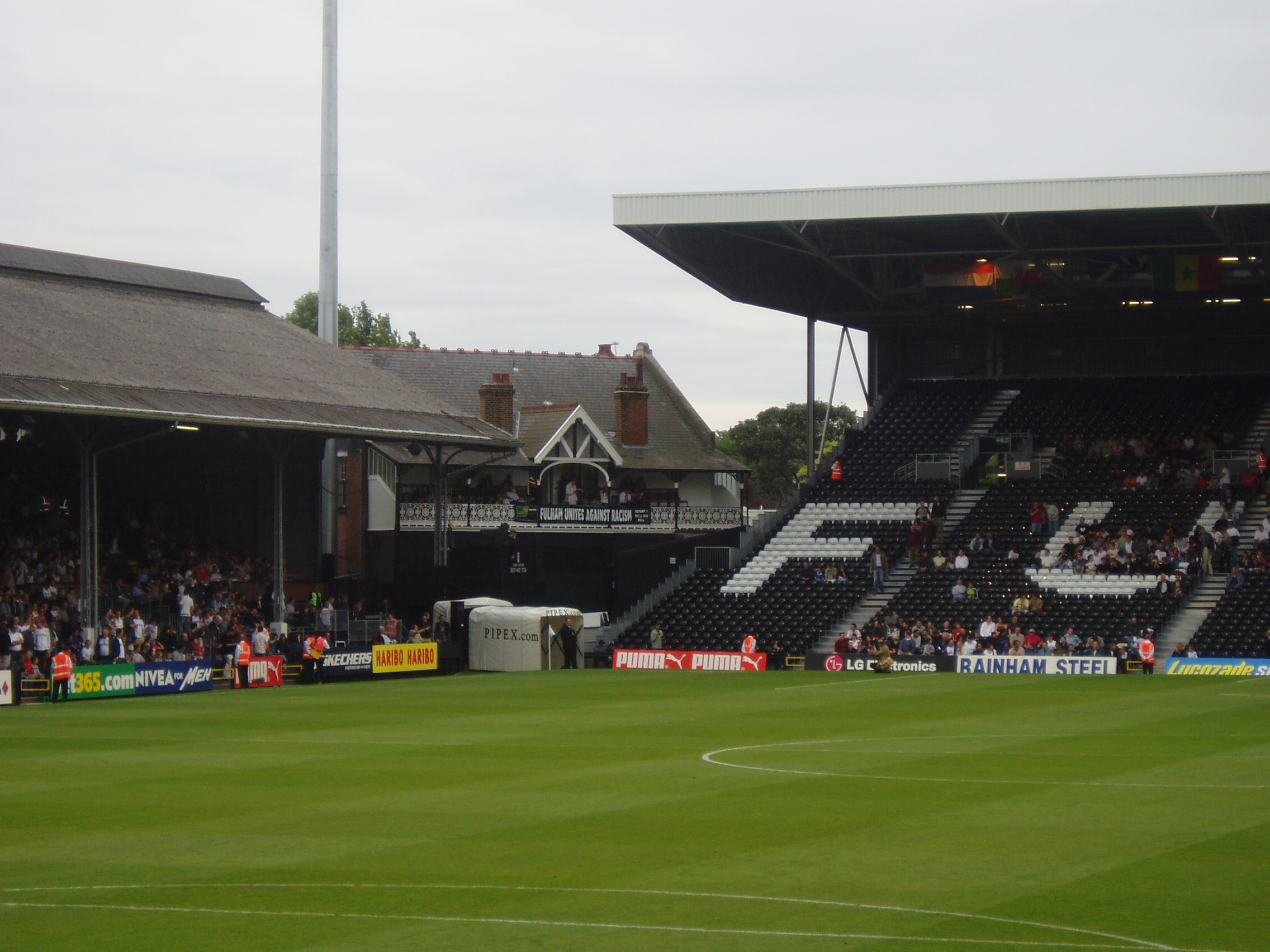
卡雲農舍球場的樓閣

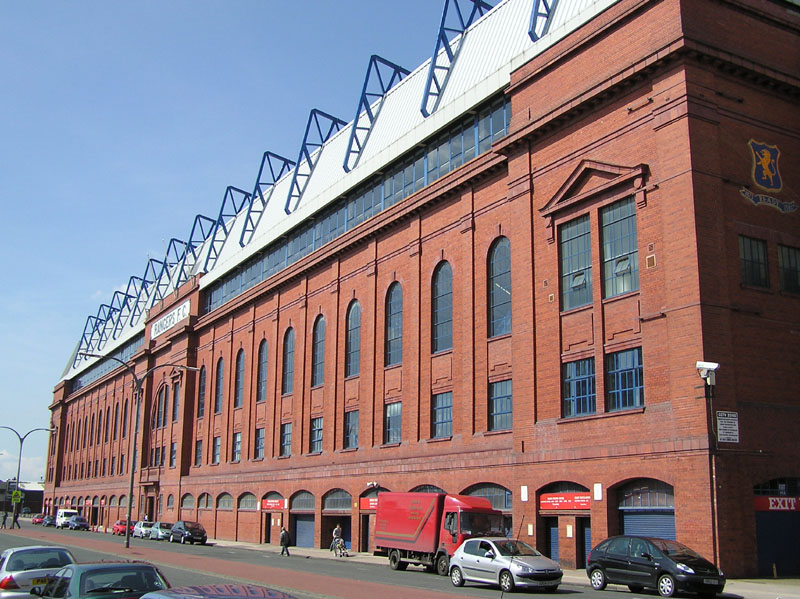
埃布羅克斯球場主看台的正立面

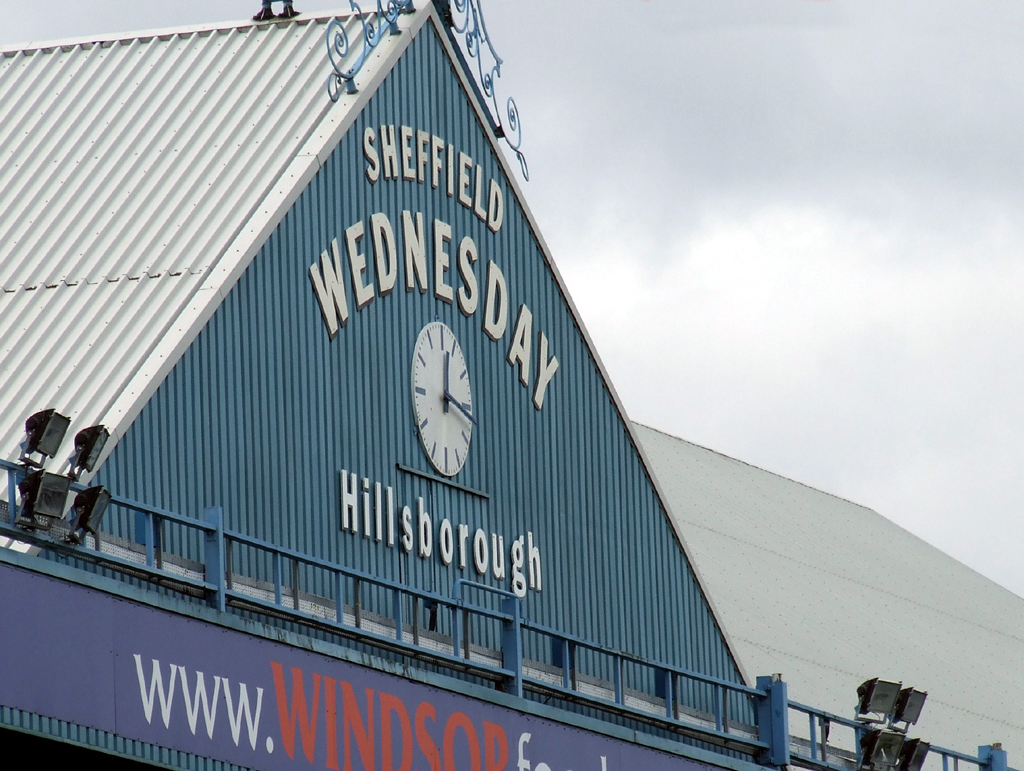
希爾斯堡球場南看台中央的三角楣饰

阿奇巴尔·雷奇於1899至1939年間在全英國及愛爾蘭獲委任全部或部分設計超過20座球場，包括：
| 城市         | 球場                                 | 備註                                    |
| ------------ | ------------------------------------ | --------------------------------------- |
| 利物浦       | 安菲尔德球场（Anfield）              |                                         |
| 倫敦         | 海布里球场（Arsenal Stadium）        |                                         |
| 米德爾斯伯勒 | 艾雅蘇美公園球場（Ayresome Park）    | 1966年世界盃球場                        |
| 谢菲尔德     | 布拉莫巷体育场（Bramall Lane）       |                                         |
| 卡的夫       | 卡的夫阿穆公园（Cardiff Arms Park）  |                                         |
| 格拉斯哥     | 凯尔特人公园球场（Celtic Park）      |                                         |
| 倫敦         | 卡雲農舍球場（Craven Cottage）       |                                         |
| 都柏林       | 达利穆恩特公园球场（Dalymount Park） |                                         |
| 普雷斯顿     | 迪普戴爾球場（Deepdale）             |                                         |
| 倫敦         | 尼尔球场（The Den）                  |                                         |
| 邓迪         | 丹斯公园球场（Dens Park）            |                                         |
| 南安普敦     | 小谷球場（The Dell）                 |                                         |
| 布莱克本     | 伊活公園球場（Ewood Park）           |                                         |
| 莱斯特       | 費拔街球場（Filbert Street）         | 「雙層看台」（The Double Decker stand） |
| 朴次茅斯     | 法頓公園球場（Fratton Park）         |                                         |
| 利物浦       | 葛迪遜公園球場（Goodison Park）      | 1966年世界盃球場                        |
| 格拉斯哥     | 咸普頓公園球場（Hampden Park）       |                                         |
| 普利茅斯     | 家鄉公園球場（Home Park）            |                                         |
| 格拉斯哥     | 埃布羅克斯（Ibrox Park）             |                                         |
| 谢菲尔德     | 希爾斯堡球場（Hillsborough Stadium） | 1966年世界盃球場                        |
| 都柏林       | 蘭斯當路球場（Lansdowne Road）       |                                         |
| 哈德斯菲爾德 | 利兹路球場（Leeds Road）             |                                         |
| 伍爾弗漢普頓 | 莫利纽球场（Molineux）               |                                         |
| 曼徹斯特     | 老特拉福德球场（Old Trafford）       | 1966年世界盃球場                        |
| 布拉德福德   | 公園大道球場（Park Avenue）          |                                         |
| 桑德兰       | 洛加公園球場（Roker Park）           | 1966年世界盃球場                        |
| 基马诺克     | 鲁格比公园球场（Rugby Park）         |                                         |
| 切斯特菲尔德 | 索特蓋特（Saltergate）               |                                         |
| 倫敦         | 塞尔赫斯特公园球场（Selhurst Park）  |                                         |
| 艾爾         | 森麻實公園球場（Somerset Park）      |                                         |
| 倫敦         | 史丹福橋球場（Stamford Bridge）      |                                         |
| 克爾克卡迪   | 斯塔克公園球場（Stark's Park）       |                                         |
| 倫敦         | 维克汉姆体育场（Twickenham Stadium） |                                         |
| 愛丁堡       | 泰因河城堡球场（Tynecastle Stadium） |                                         |
| 布拉德福德   | 山谷閱兵球場（Valley Parade）        |                                         |
| 伯明翰       | 維拉公園球場（Villa Park）           | 1966年世界盃球場                        |
| 倫敦         | 韋斯咸球場（West Ham Stadium）       |                                         |
| 倫敦         | 白鹿徑球場（White Hart Lane）        |                                         |
| 貝爾法斯特   | 溫莎公園球場（Windsor Park）         |                                         |

現時由他設計的球場大部分已經拆卸供重建用途，尤其在《泰萊報告書》（Taylor Report）後，老舊的看台需要改建為全坐席以符合安全規定，其中包括被視為他最傑出作品的維拉公園球場「三一路看台」（Trinity Road Stand）亦於2000年被拆卸。卡雲農舍球場的主看台及樓閣、泰因河城堡球场的主看台和埃布羅克斯球場主看台的正立面（看台本身已遭拆卸）直到現時仍然留存，並成為歷史建築。

## 延伸閱讀
- Inglis, Simon. . English Heritage. 2005. ISBN 1-85074-918-3.
- Whitehead, Richard. . London: The Times. 18 April 2005  [2011-11-10]. （原始内容存档于2005-12-23）.

## 外部連結
- Explore Glasgow - All round the city （页面存档备份，存于） Features architectural elevations of all Leitch's stadiums in Glasgow.